# BJ FOX
BJ Fox（びーじぇー ふぉっくす、1981年8月9日 - ）は、日本の男性お笑いタレント、司会者、俳優、脚本家。

## 経歴
- 出身地のイギリスや、東南アジア諸国でコメディアン活動をした後、2015年より日本で活動開始。
- その活動は、コメディアンのほかに、ドラマの脚本や、バイリンガルとして英語講座を配信するなど多岐にわたる。
- NHK World初のオリジナルドラマ「Home Sweet Tokyo」の脚本および主役に抜擢[2]。木村佳乃、渡辺哲 等と共演した。
- 「Home Sweet Tokyo」シリーズは、シーズン4まで放送され、シーズン4には女優の上白石萌音[3]が出演している。テレビ放送のほか、ウェブサイトやオンデマンドでも配信された。
- 2020年には、NHK総合連続テレビ小説「エール」に、プロデューサーアダム役として出演した。
- 芸人の石井てる美と共に、ポッドキャスト「外資系裏技英語」を配信。

## 人物
- 英国出身
- 日本語検定試験1級
- 趣味は、サッカー、ビデオゲーム、アメコミ
- 「グランド・セフト・オート」のアジア担当として、シンガポールに5年勤務後、日本へ転勤。10年以上、ビデオゲーム業界で働いていた。
- 英語スタンダップコメディ団体「Stand Up Tokyo」を設立し、東京でのスタンダップコメディの普及にも力を入れている。

## 出演

### テレビ
- 「TOKYO EYE2020」（NHK WORLD 、2016年9月）
- ドラマ「Home Sweet Tokyo」Season1（NHK総合/NHK WORLD 、2017年11月） -  主演ブライアン・ジェンキンズ役、企画・構成
- ドラマ「Home Sweet Tokyo」Season2（NHKBSプレミアム/NHK WORLD 、2018年12月） -  主演ブライアン・ジェンキンズ役、企画・構成
- 「そこまで言って委員会NP」（読売テレビ 、2019年4月）
- 「TOKYO EYE 2020」（NHK WORLD 、2019年7月） - 東京さくらトラム特集
- 「バリバラ〜障害者情報バラエティー〜」（NHKEテレ、2019年12月） - 第7回SHOW-1グランプリ優勝
- ドラマ「Home Sweet Tokyo」Season3（NHKBSプレミアム/NHK WORLD 、2019年12月） -  主演ブライアン・ジェンキンズ役、企画・構成
- 連続テレビ小説「エール」第12週・第60回（NHK総合 、2020年6月） - アダム役
- ドラマ「Home Sweet Tokyo」Season4（NHKBSプレミアム/NHK WORLD 、2020年12月） -  主演ブライアン・ジェンキンズ役、企画・構成
- 「ひるおび!」（TBS 、2021年4月） - ゲストコメンテーター
- ドラマ「プリズム」第7話・第8話（NHK総合 、2022年8月30日・9月6日） -  ハリー・エバンズ 役

### ウェブ
- ポッドキャスト配信「外資系裏技英語」（Spotify、2019年8月）

### お笑いライブ
- おコメディ焼き！LIVE（2015年7月-、NAKED LOFT）
- Craft Beer & Comedy（2015年7月-、Two Dogs Roppongi）

## 掲載

### 雑誌
- The Japan Times（2017年11月）
- メトロミニッツ（2018年12月）

### ウェブ
- Wall Street International（2018年6月）
- TOKYO HEADLINE[4]（2018年12月19日）
- 「BJ Fox脱サラ ゲームブログ」[5]（2018年8月 - 2020年3月連載）